# UpGround
UpGround este un proiect imobiliar din București, dezvoltat de o serie de oameni de afaceri britanici și eleni, reprezentați de Ioannis Papalekas.
UpGround cuprinde două clădiri de birouri - una cu șapte etaje și cu o suprafață închiriabilă de 57.000 de metri pătrați (BOC Tower), cealaltă având o suprafață închiriabilă de 24.000 mp, finalizate în 2009 și respectiv 2008, precum și două blocuri de locuințe cu un total de 600 de apartamente.
Clădirea BOC Tower este dezvoltată pe șapte etaje, și o parcare subterană cu trei niveluri și este cea mai scumpă clădire de birouri vândută în România, fiind cumpărată de Deutsche Bank pentru suma de 120 milioane de euro.
Întregul proiect se află pe un teren de 44.000 de metri pătrați, mărginit de bulevardul Dimitrie Pompeiu și strada George Constantinescu.
Proiectul urmează să intre în proprietatea Deutsche Bank la momentul finalizării, pentru un preț total de circa 340 de milioane euro.